# Seebenau
Seebenau is een voormalige gemeente in de Duitse deelstaat Saksen-Anhalt, en maakt deel uit van de Landkreis Altmarkkreis Salzwedel.
Tot de Ortschaft Seebenau  van de gemeente  Salzwedel behoren de Ortsteile Seeben, Cheine en Darsekau. Dit zijn alle drie agrarisch georiënteerde plattelandsdorpen, dichtbij de voormalige Duits-Duitse grens (tegenwoordig de grens met de deelstaat Nedersaksen).
Seeben ligt aan de Bundesstraße 71. Ten noordwesten van dit dorp ligt het bos Seebenauer Holz , dat deel uitmaakt van het vogelreservaat Landgraben-Dumme-Niederung. Het had eind 2023 214 inwoners, op een oppervlakte van 2.692 hectare. Het dorp Seeben wordt soms ook wel Seebenau genoemd, hoewel dat eigenlijk de verzamelnaam voor de gehele Ortschaft is.
Cheine ligt 9 kilometer ten noordwesten van Salzwedel en 2 kilometer ten oosten van Seeben, eveneens aan de B71. Het had eind 2023 274 inwoners, op een oppervlakte van 1.005 hectare.
Darsekau ligt 1½ kilometer ten west-noordwesten van Seeben. Het had eind 2023 69 inwoners, op een oppervlakte van 843 hectare.
De in dit artikel vermelde geografische coördinaten hebben betrekking op het dorp Seeben.

## Evangelisch-lutherse dorpskerken

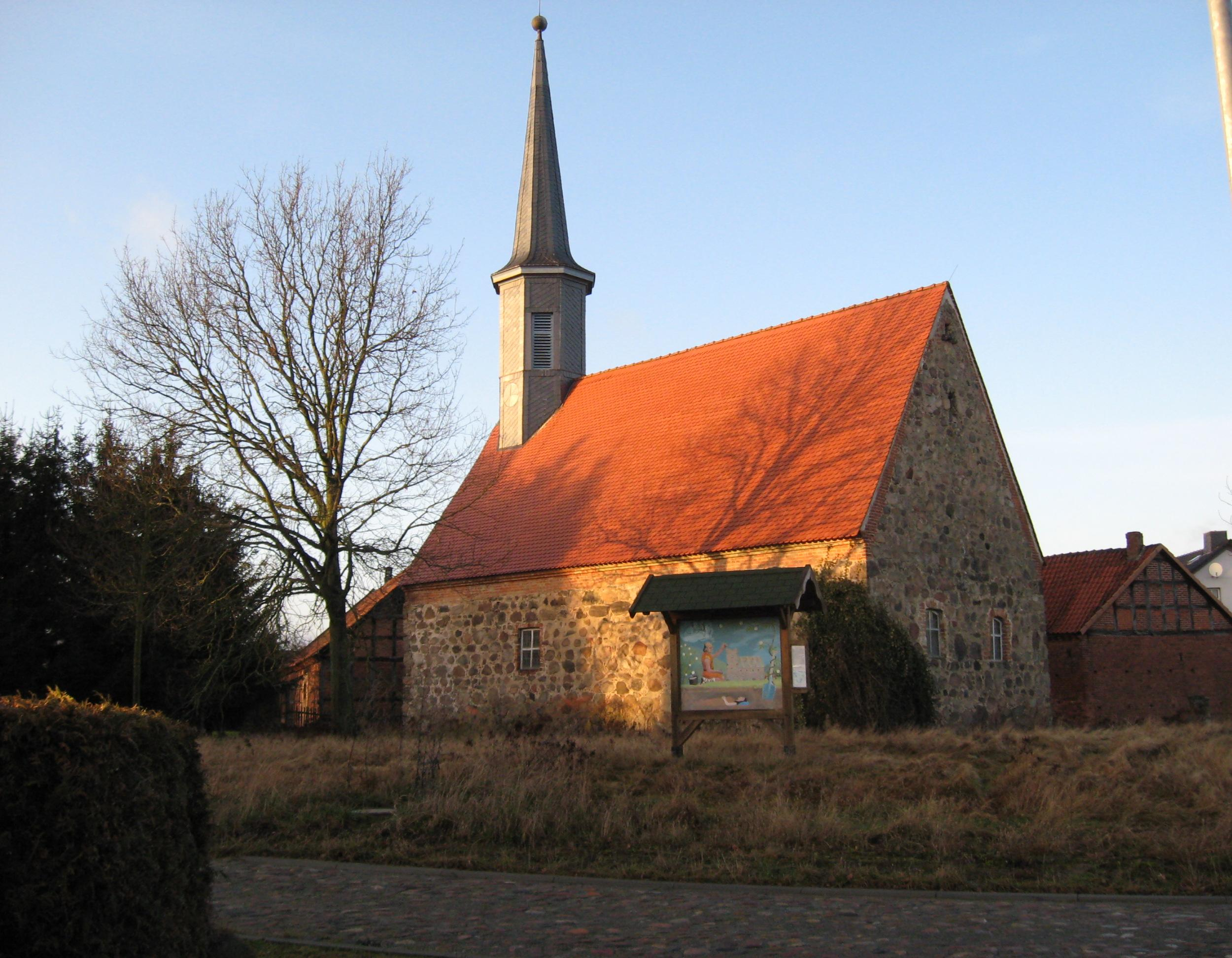
Dorpskerk te Seeben; ouderdom onbekend
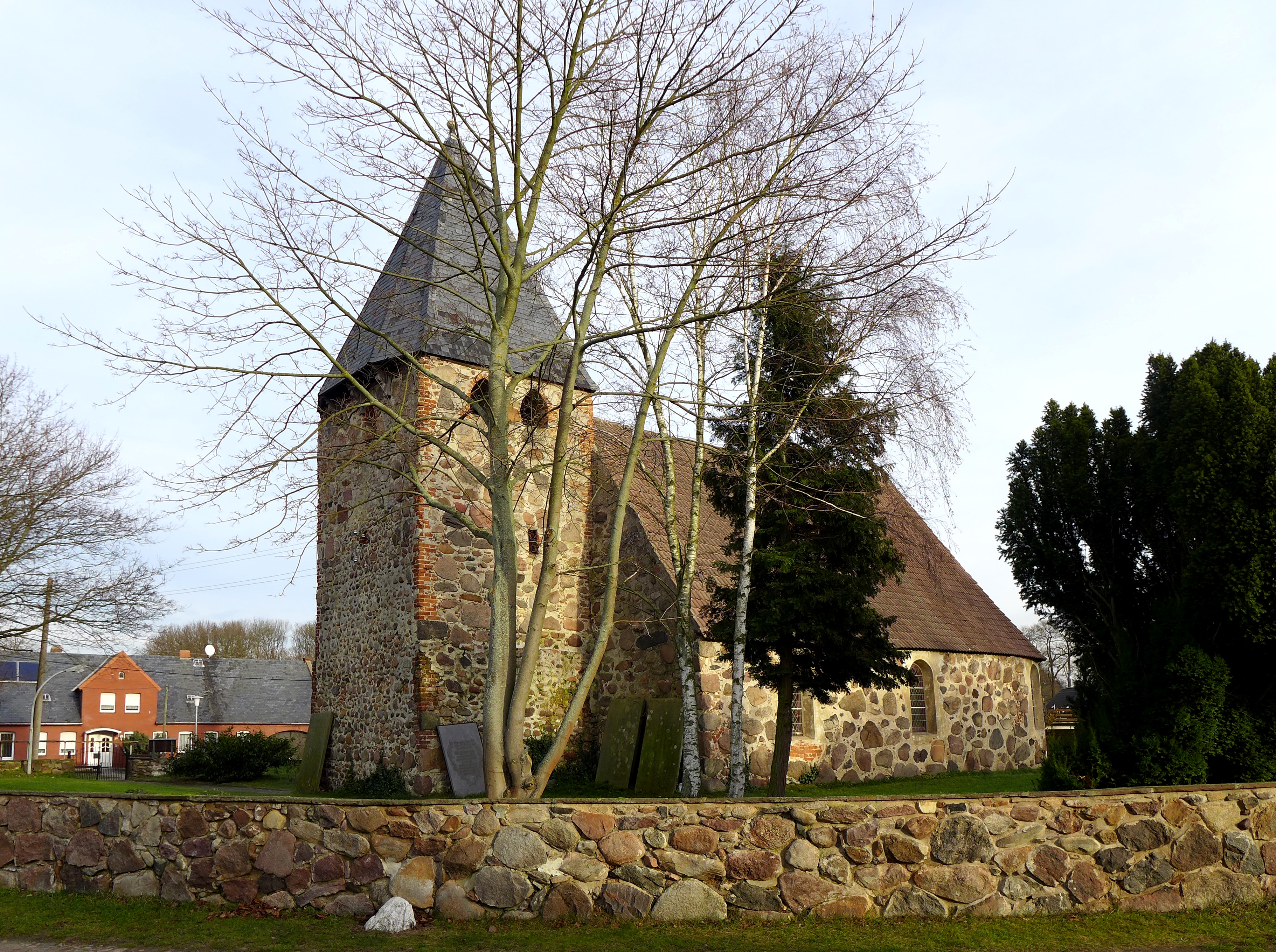
Dorpskerk te Cheine; dakconstructie gedateerd 1522